# 森岡ボクシングジム
森岡ボクシングジム（もりおかボクシングジム）は、兵庫県川西市にあるボクシングジムである。

## 概要
1978年に、メキシコシティオリンピックボクシングバンタム級銅メダリストの森岡栄治によって大阪府大阪市中央区玉造に開設された。1991年に池田市木部町に移転、2002年には現在の場所に移転した。2004年11月9日に森岡が亡くなって以降は、長男の森岡和則が会長を務めている。

## 選手

### 主な現役選手
- 丸田陽七太（元WBCユース世界バンタム級王者、現日本フェザー級王者、OPBF東洋太平洋フェザー級ランカー）

### かつての所属選手
- ワーリト・パレナス（元WBO世界スーパーフライ級1位、）